# Jakarta Persistence
Pour les articles homonymes, voir JPA.
Vous pouvez partager vos connaissances en l’améliorant (comment ?) selon les recommandations des projets correspondants.
La Java Persistence API (abrégée en JPA), est une interface de programmation Java permettant aux développeurs d'organiser des données relationnelles dans des applications utilisant la plateforme Java.
La Java Persistence API est à l'origine issue du travail du groupe d'experts JSR 220.
La persistance dans ce contexte recouvre trois zones :
- l'API elle-même, définie dans le paquetage javax.persistence ;
- le langage Java Persistence Query (JPQL) ;
- l'objet/les métadonnées relationnelles.

## Spécificités
La Java Persistence API repose essentiellement sur l'utilisation des annotations, introduites dans Java 5. Elles permettent de définir facilement des objets métier, qui pourront servir d'interface entre la base de données et l'application, dans le cadre d'un mapping objet-relationnel.
Par exemple, cette classe traduit une relation "Compte" dans une base de données SQL :
```
package
 
org.foo.models.auth
;

import
 
java.io.Serializable
;

import
 
javax.persistence.Basic
;

import
 
javax.persistence.Column
;

import
 
javax.persistence.Entity
;

import
 
javax.persistence.Id
;

import
 
javax.persistence.JoinColumn
;

import
 
javax.persistence.ManyToOne
;

import
 
javax.persistence.NamedQueries
;

import
 
javax.persistence.NamedQuery
;

import
 
javax.persistence.Table
;

import
 
javax.xml.bind.annotation.XmlRootElement
;

@Entity

@Table
(
name
 
=
 
"compte"
)

@XmlRootElement

@NamedQueries
({

    
@NamedQuery
(
name
 
=
 
"Compte.findAll"
,
 
query
 
=
 
"SELECT a FROM Compte a"
),

    
@NamedQuery
(
name
 
=
 
"Compte.findByLogin"
,
 
query
 
=
 
"SELECT a FROM Compte a WHERE a.login = :login"
),

    
@NamedQuery
(
name
 
=
 
"Compte.findByEmail"
,
 
query
 
=
 
"SELECT a FROM Compte a WHERE a.email = :email"
)})

public
 
class
 
Compte
 
implements
 
Serializable
 
{

    
private
 
static
 
final
 
long
 
serialVersionUID
 
=
 
1L
;

    
@Id

    
@Basic
(
optional
 
=
 
false
)

    
@Column
(
name
 
=
 
"login"
)

    
private
 
String
 
login
;

    
@Basic
(
optional
 
=
 
false
)

    
@Column
(
name
 
=
 
"password"
)

    
private
 
String
 
password
;

    
@Basic
(
optional
 
=
 
false
)

    
@Column
(
name
 
=
 
"email"
)

    
private
 
String
 
email
;

    

    
@JoinColumn
(
name
 
=
 
"typeProfil"
,
 
referencedColumnName
 
=
 
"idProfil"
)

    
@ManyToOne
(
optional
 
=
 
false
)

    
private
 
Profil
 
typeProfil
;

    

    
public
 
Compte
()
 
{

    
}

    
public
 
Compte
(
String
 
login
)
 
{

        
this
.
login
 
=
 
login
;

    
}

    
public
 
Compte
(
String
 
login
,
 
String
 
password
,
 
String
 
email
)
 
{

        
this
.
login
 
=
 
login
;

        
this
.
password
 
=
 
password
;

        
this
.
email
 
=
 
email
;

    
}

    
public
 
String
 
getLogin
()
 
{

        
return
 
login
;

    
}

    
public
 
void
 
setLogin
(
String
 
login
)
 
{

        
this
.
login
 
=
 
login
;

    
}

    
public
 
String
 
getPassword
()
 
{

        
return
 
password
;

    
}

    
public
 
void
 
setPassword
(
String
 
password
)
 
{

        
this
.
password
 
=
 
password
;

    
}

    
public
 
String
 
getEmail
()
 
{

        
return
 
email
;

    
}

    
public
 
void
 
setEmail
(
String
 
email
)
 
{

        
this
.
email
 
=
 
email
;

    
}

    
public
 
Profil
 
getTypeProfil
()
 
{

        
return
 
typeProfil
;

    
}

    
public
 
void
 
setTypeProfil
(
Profil
 
typeProfil
)
 
{

        
this
.
typeProfil
 
=
 
typeProfil
;

    
}

    

}

```

Dans l'application, il devient alors facile d'ajouter, modifier et supprimer des données, en passant par des gestionnaires d'entités, fournis par l'API.